# Матвійчук Олександр Вікторович
Олександр Вікторович Матвійчук нар. 2 лютого 1977, Жданов) — український футболіст, що грав на позиції захисника та півзахисника. Відомий за виступами в українських футбольних клубах різних ліг, у тому числі у складі сімферопольської «Таврії» та алчевської «Сталі» у вищій українській лізі.

## Кар'єра футболіста
Олександр Матвійчук розпочав займатися футболом у донецькому училищі олімпійського резерву. У професійному футболі дебютував на початку сезону 1997—1998 років в другій команді донецького «Металурга», яка грала на той час у другій українській лізі. другу половину сезону футболіст провів у складі аматорської команди "Шахта «Україна».
На початку сезону 1998—1999 років Олександр Матвійчук отримав запрошення до команди вищої української ліги «Таврія» з Сімферополя. Проте в команді вищої ліги Матвійчук зіграв лише 2 матчі в чемпіонаті та 2 матчі в Кубку України, та після закінчення сезону покинув команду. У наступному сезоні футболіст грав у команді другої ліги «Поділля» з Хмельницького. На початку сезону 2000—2001 років Олександр Матвійчук став гравцем команди першої ліги «Нива» з Вінниці. У другій половині сезону він став гравцем команди вищої ліги «Сталь» з Алчевська, зіграв у її складі 6 матчів у вищій лізі. Проте команда за підсумками сезону вибула до першої ліги, й футболіст продовжив виступи в алчевській команді вже у нижчій лізі до кінця 2003 року. На початку 2004 року Матвійчук став гравцем команди другої ліги «Сталь» з Дніпродзержинська, з якою вийшов до першої ліги, та грав у команді до кінця 2004 року.
На початку сезону 2005—2006 років Олександр Матвійчук став гравцем команди першої ліги «Спартак» із Сум. Утім уже на початку 2006 року футболіст переходить до складу іншої першолігової команди «Динамо-ІгроСервіс» з Сімферополя. У команді, яка невдовзі змінила назву на коротшу «ІгроСервіс», Матвійчук грав до кінця 2006 року. Наступного року він стає гравцем іншої першолігової кримської команди «Фенікс-Іллічовець», утім на початку 2008 року Олександр Матвійчук повертається до «ІгроСервіса». в якому виступає до кінця сезону 2007—2008 років.
На початку сезону 2008—2009 років Матвійчук повертається на свою малу батьківщину — на Донбас. На початку сезону він нетривалий час грає в аматорській команді "ФШМ «Донбас-Крим», а пізніше розпочинає грати в донецькій команді другої ліги «Титан», який став його останньою професійною командою. Після закінчення сезону 2008—2009 років Олександр Матвійчук нетривалий час грав у складі аматорської команди «Авангард» з Краматорська, після чого остаточно завершив виступи на футбольних полях.